# Aardbevingen Noord-Italië 2012
De aardbevingen in Noord-Italië waren twee aardbevingen die plaatsvonden op respectievelijk 20 en 29 mei 2012. In deze periode werden meer dan 400 aardschokken opgemeten, waarvan 3 met een kracht van meer dan 5 op de schaal van Richter.

## Aardbeving 20 mei
Het epicentrum van de aardbeving met een moment-magnitude van 6,0 MW lag vlak bij de gemeente San Felice sul Panaro, zo'n 36 kilometer ten noorden van Bologna, op een diepte van 5,1 kilometer. Er kwamen zeker 6 mensen om het leven en een 50-tal mensen raakten gewond. Er zijn verschillende naschokken geweest, waaronder twee met een kracht van 5,1 MW. Ten gevolge van de aardbeving werd ook heel wat schade aangericht aan historische gebouwen in de streek van Ferrara en Modena.
Het is de zwaarste aardbeving in Italië sinds de aardbeving in L'Aquila in 2009.

## Aardbeving 29 mei
Bij de aardbeving op 29 mei, met een moment-magnitude van 5,8 MW, kwamen 17 mensen om het leven. Het epicentrum lag bij de stad Modena, op 5 tot 10 kilometer onder de grond. De regio werd ook getroffen door een reeks krachtige naschokken.

## Schade
Ten gevolge van de aardbeving werd ook heel wat schade aangericht aan historische gebouwen in de streek van Ferrara en Módena. In het stadje Finale Emilia kwam de helft van de klokkentoren naar beneden, om bij de volgende naschok volledig in te storten. Ook in Finale Emilia werd het 14e-eeuwse Castello della Rocca vernield en in Sant'Agostino, de zwaarst getroffen gemeente, kwam een muur van het stadhuis naar beneden. Het dak van de kathedraal van Mirandola stortte in en in het historisch centrum van Ferrara werden straten afgezet omdat er gebouwen ingestort waren of op instorten stonden. 

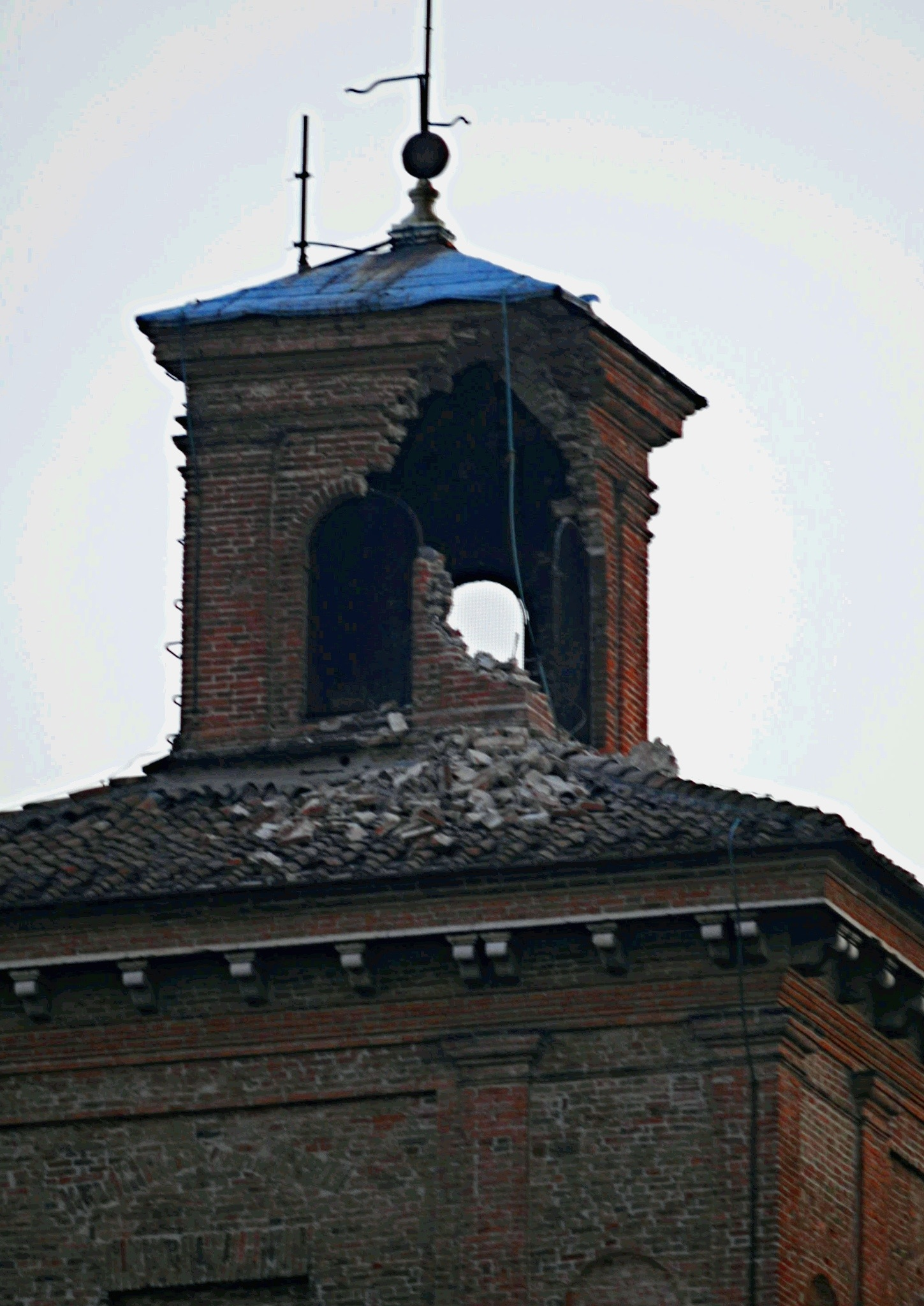
De toren van Castello Estense in Ferrara werd beschadigd
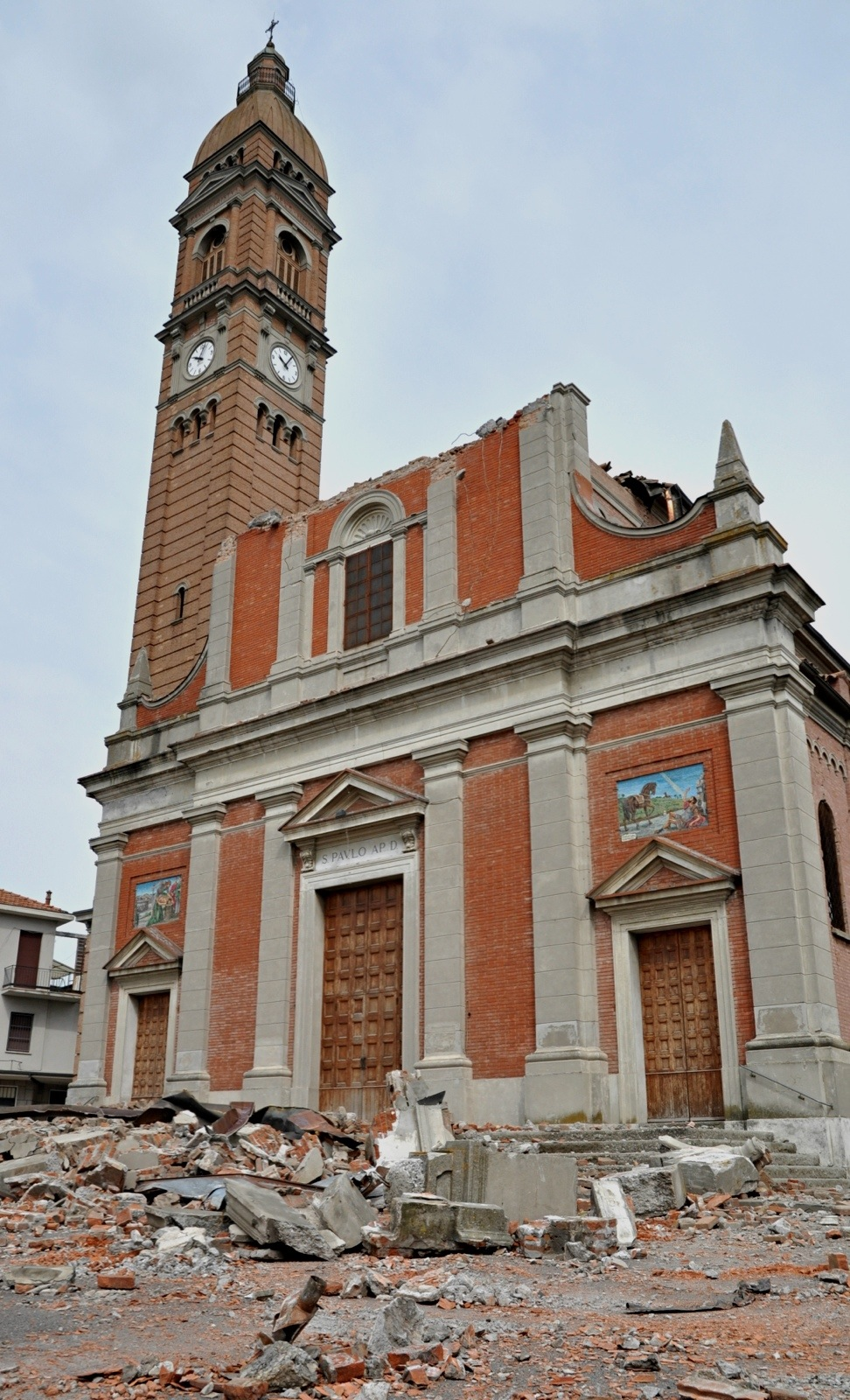
Sint-Pauluskerk in Ferrara
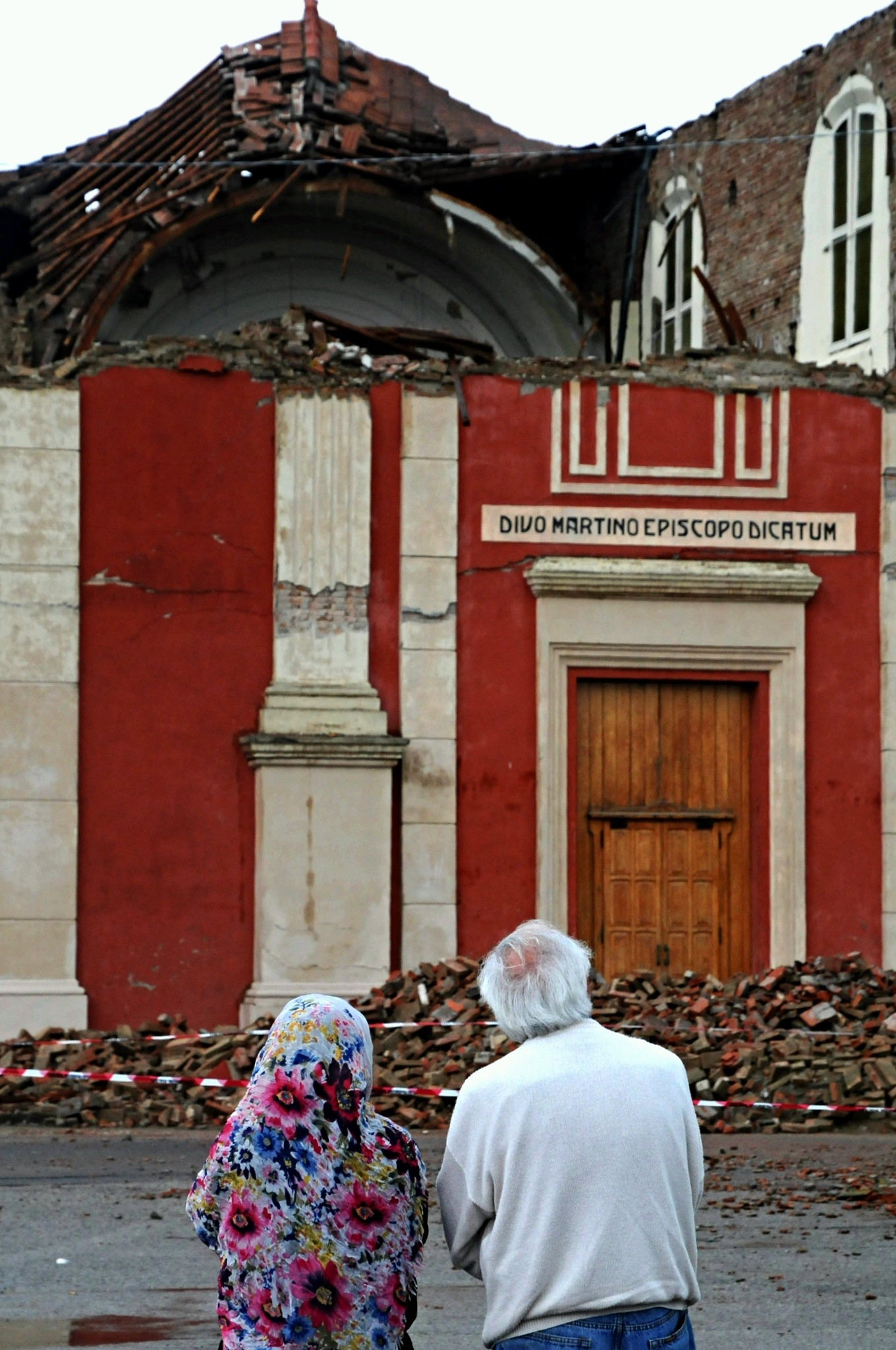
Sint-Martinuskerk in Ferrara